# الحزام الألبي

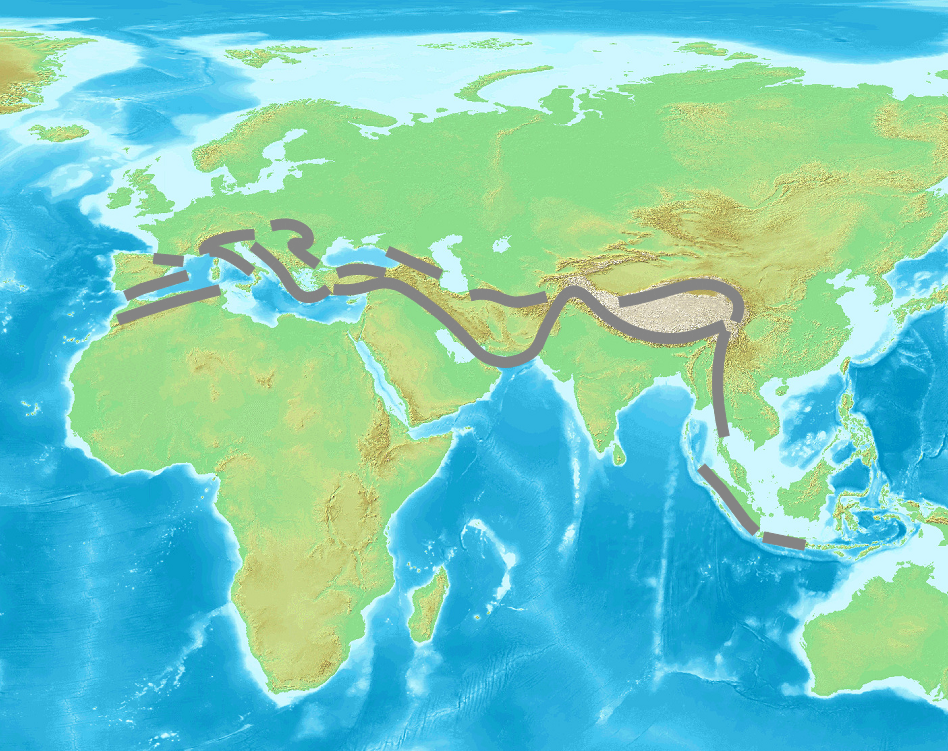
خريطة تبرز الحزام الألبي

الحزام الألبي هو حزام زلزالي وأوروجيني يتضمن مجموعة من سلاسل الجبال التي تمتد لأكثر من 15000 كيلومتر على طول الحافة الجنوبية للأوراسيا، وتمتد من جاوة وسومطرة إلى  المحيط الأطلسي عبر شبه جزيرة الهند الصينية، وجبال الهملايا، وجبال ما وراء هملايا [الإنجليزية]، جبال إيران، القوقاز، الأناضول، والبحر الأبيض المتوسط. وهي تشمل، من الغرب إلى الشرق، جبال الأطلس، والألب، والقوقاز، وألبرز، وهندو كوش، وقراقرم، وجبال الهملايا. إنه ثاني أكثر المناطق نشاطًا زلزاليًا في العالم، بعد حزام المحيط الهادئ (منطقة الحزام الناري)، حيث يعتبر معقل 17 ٪ من أكبر الزلازل في العالم.